# Fiat 518
Fiat 518, cunoscut și sub numele de Fiat Ardita, a fost un model de automobil fabricat de compania italiană Fiat între 1933 și 1938. Numele „Ardita” a fost utilizat, de asemenea, pentru o variantă mai scumpă, echipată cu un motor în șase cilindri, denumită Fiat Ardita 2500 sau 527.
În total, Fiat a produs 8.794 de unități ale modelului 518. În plus, producția modelului 518 a fost extinsă și în afara Italiei, fiind fabricat în Franța de Simca sub denumirea Simca-Fiat 11 CV și în Polonia de Polski Fiat, precum și de către PZInż sub licență.

## Modele

### Ardita și Ardita 2000
Modelul Fiat Ardita era disponibil în două variante de șasiu, cu ampatamente diferite. De asemenea, clienții aveau opțiunea de a alege între două motorizări: un motor standard de 1,8 litri (cunoscut și sub denumirea de Ardita 1750) și o versiune de 2,0 litri (Ardita 2000).
Șasiul cu ampatament scurt, având o lungime de 2.700 mm, era codificat 518 C (de la „corta”, scurt), iar cel cu ampatament lung, de 3.000 mm, era codificat 518 L (de la „lunga”, lung). Sistemele de suspensie și frânare erau convenționale pentru acea perioadă, incluzând axe rigide atât pe față, cât și pe spate, amortizoare hidraulice, frâne cu tambur hidraulice pe toate cele patru roți și o frână de mână cu bandă montată pe transmisie. Șasiul 518 L era dotat cu anvelope mai late (dimensiunea 5.50×17 în loc de 5.25×17) și un raport de transmisie final diferit față de cel al modelului 518 C.
Atât 518 C, cât și 518 L erau oferite de fabrică cu caroserii de tip berlină cu patru uși și torpedo cu patru uși.
Variantele de caroserie disponibile pentru modelele Ardita standard și Ardita 2000 erau următoarele:
- Berlină, 4 uși, 7 locuri, șasiu lung
- Berlină, 4 uși, 5 locuri, șasiu scurt
- Torpedo, 4 uși, șasiu lung
- Torpedo, 4 uși, șasiu scurt

Modelele berlină erau echipate cu șase geamuri laterale și lipseau stâlpii centrali, având uși „suicide” montate pe spate.
Motorul modelului Ardita, denumit Tip 118, era un motor cu patru cilindri în linie, echipat cu supape laterale. Dimensiunile alezajului și cursei erau de 78 × 92 mm, având o cilindree totală de 1.758 cm³. Motorul, cu un raport de compresie de 6,2:1 și un carburator Zenith 36 VIF, genera o putere de 40 CP (29 kW). Viteza maximă era de 100 km/h pentru versiunea berlină 518 C și 98 km/h pentru berlină 518 L.
Motorul Ardita 2000, denumit Tip 118 A, a fost obținut prin mărirea alezajului la 82 mm, păstrând cursa de 92 mm, atingând o cilindree de 1.944 cm³. Menținând același raport de compresie și carburator, acest motor producea 45 CP (33 kW) la 3.600 rpm. Viteza maximă atinsă de acest model era de aproximativ 105 km/h.
| Model      | Motor                                         | Cilindree | Putere                            | Sistem de alimentare |
| ---------- | --------------------------------------------- | --------- | --------------------------------- | -------------------- |
| 1750       | În patru cilindri în linie cu supape laterale | 1,758 cc  | 40 PS (29 kW; 39 CP)              | carburator simplu    |
| 2000       | În patru cilindri în linie cu supape laterale | 1,944 cc  | 45 PS (33 kW; 44 CP) la 3.600 rpm | carburator simplu    |
| 2000 Sport | În patru cilindri în linie cu supape laterale | 1,944 cc  | 54 PS (40 kW; 53 CP) la 3.800 rpm | carburator simplu    |

### Ardita Coloniale
Fiat Ardita Coloniale a fost o variantă a modelului Ardita 2000 destinată utilizării în coloniile italiene sau de către personalul militar. Adaptată pentru terenuri accidentate, aceasta era echipată cu roți și anvelope de dimensiuni mai mari, precum și un raport final de transmisie mai scurt, ceea ce limita viteza maximă la 85 km/h. Modelul Coloniale era disponibil atât cu șasiu scurt, cât și lung, în configurații de caroserie de tip berlină și torpedo.

### Ardita Sport
Fiat Ardita Sport a fost o variantă mai puternică a Ardita 2000, construită pe șasiul scurt de 2,7 metri. Această variantă era disponibilă exclusiv în configurația berlină sport, cu patru uși, patru geamuri, fără stâlpi centrali, oferind patru locuri și un compartiment pentru bagaje integrat în caroserie. Era echipată standard cu jante din sârmă, iar roata de rezervă era montată în spate. Motorul utilizat, denumit Tip 118 AS, avea o cilindree de 1.944 cm³ și dezvolta 54 CP (40 kW) la 3.800 rpm, permițând vehiculului să atingă o viteză maximă de 115 km/h.

## Producție sub licență

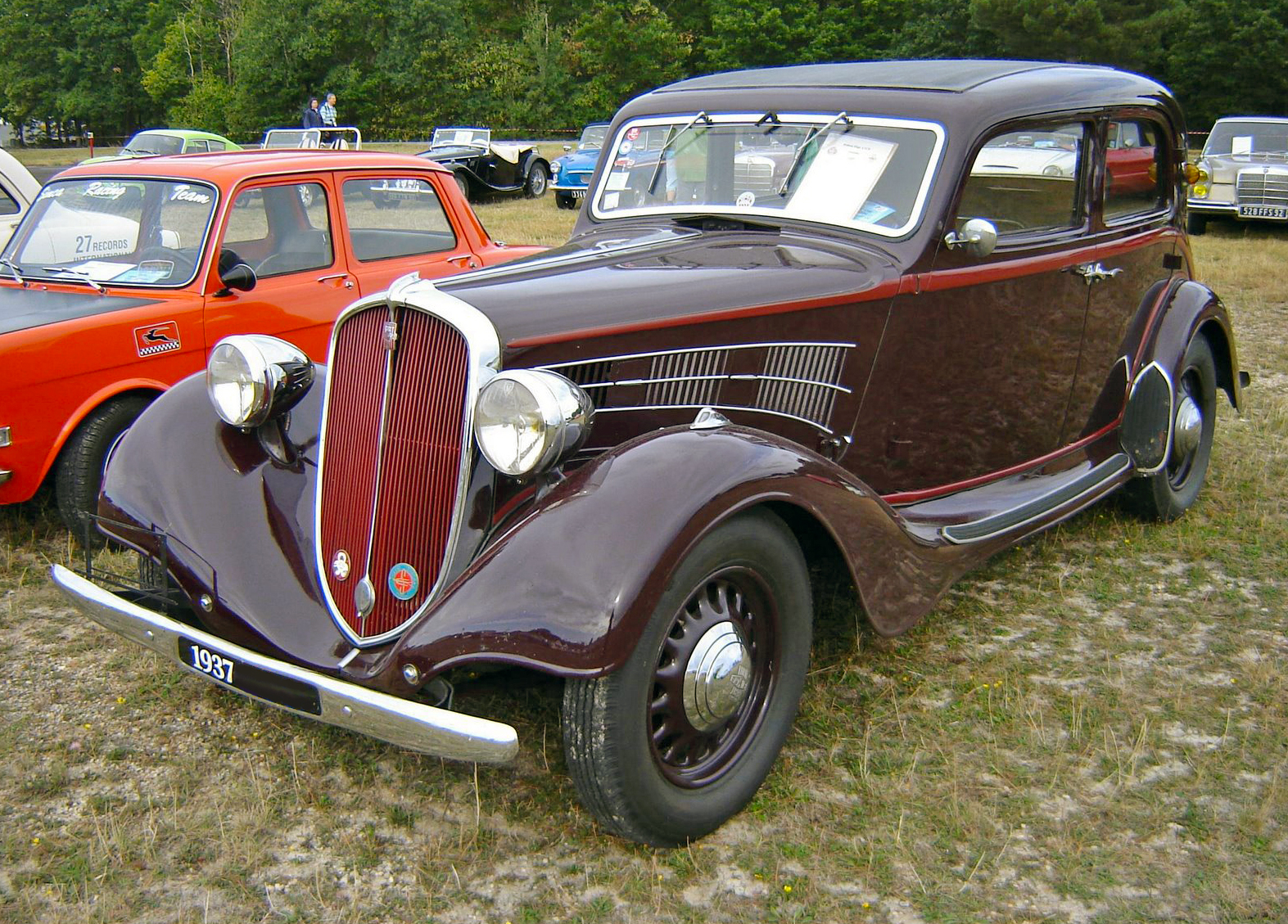
Simca-Fiat 11 CV din 1937

### Simca-Fiat
Aproximativ 2.200 de unități au fost produse sub denumirea Simca-Fiat 11 CV în Franța, toate fiind echipate cu motorul de 1.944 cm³ care dezvolta 45 CP (33 kW).

### În Polonia
O versiune poloneză, denumită Polski Fiat 518 Mazur, a fost produsă între 1937 și 1939 de PZInż în Varșovia sub licență Fiat. Automobilul avea patru uși și era disponibil în configurații cu cinci sau șapte locuri. Utiliza motorul Fiat 118 de 2,0 litri (PZInż 157), care genera 45 CP (33 kW) la 3.600 rpm, având un raport de compresie de 6,1:1. Era echipat cu o cutie de viteze manuală cu patru trepte. 
Mașina cântărea 1.070 kg, avea o viteză maximă varia între 100 și 110 km/h și un consum de combustibil de 11,5 litri/100 km.
O variantă militară, PZInż 302, derivată din modelul 518, a fost utilizată de armata poloneză ca tractor de artilerie.